# Johanna Mikl-Leitner
Johanna Mikl-Leitner, née le 9 février 1964 à Hollabrunn, est une femme politique autrichienne, membre du Parti populaire autrichien (ÖVP).
Ministre fédérale de l'Intérieur entre 2011 et 2016, elle est Landeshauptfrau de Basse-Autriche depuis le 19 avril 2017.

## Éléments personnels

### Formation et carrière
Après avoir passé son baccalauréat à l'école de formation technique et professionnelle commerciale de Laa an der Thaya en 1983, elle suit des études supérieures de pédagogie des sciences économiques à l'université d'économie de Vienne, où elle obtient son diplôme en 1989.
Pendant l'année qui suit, elle enseigne dans son ancien établissement d'enseignement secondaire et travaille en tant que consultante.  Stagiaire dans une association industrielle entre 1990 et 1993, elle devient les deux années suivantes éditrice adjointe de la maison d'édition Signum-Verlag.
Elle est recrutée en 1995 pour le poste de chef de la propagande pour la fédération du Parti populaire autrichien (ÖVP) en Basse-Autriche, où elle travaille jusqu'en 1998.

### Vie privée
Elle est mariée et mère de deux enfants.

## Carrière politique

### Un parcours régional
Elle est nommée coordonnatrice générale de l'ÖVP de Basse-Autriche en 1998, puis élue députée fédérale au Conseil national l'année suivante. Elle en démissionne le 18 avril 2003, quatre semaines après son entrée au gouvernement régional de Basse-Autriche, dirigé par le conservateur Erwin Pröll. Elle reçoit en 2008 le portefeuille des Affaires sociales, du Travail et de la Famille.

### Ministre fédérale
Le 21 avril 2011, Johanna Mikl-Leitner remplace Maria Fekter comme ministre fédérale de l'Intérieur d'Autriche, lors d'un important remaniement ministériel du cabinet de grande coalition dirigé par le chancelier fédéral social-démocrate Werner Faymann. Elle est reconduite dans le second gouvernement Faymann.
Elle démissionne le 21 avril 2016 pour devenir vice-landeshauptfrau de Basse-Autriche, exerçant également les compétences des Finances, du Logement, de la Qualité de vie, du Marché du travail et des Écoles de musique.

### Landeshauptfrau
Après que Pröll, au pouvoir depuis 1992, a annoncé sa volonté de se retirer, elle est portée le 25 mars 2017 à la présidence de l'ÖVP régional. Le 19 avril suivant, Johanna Mikl-Leitner est investie Landeshauptfrau de Basse-Autriche. Première femme au pouvoir dans le Land et troisième femme à diriger un exécutif régional, elle gouverne avec le soutien d'une « grande coalition » avec le SPÖ.
Lors des élections régionales du 28 janvier 2018, elle mène l'ÖVP à une nouvelle victoire avec 49,6 % des voix et 29 députés sur 56, soit l'exacte majorité absolue. Du fait du système de « proporz », le SPÖ continue de siéger au gouvernement du Land, auquel participe également un représentant du FPÖ.
Lors des élections régionales du 29 janvier 2023, l'ÖVP perd sa majorité absolue. Elle conclut un pacte de coalition avec le FPÖ, ce qui lui permet d'être réélue à la tête du gouvernement régional le 23 mars suivant.